# Fred Dekker
Fred Dekker (n. San Francisco, California; 9 de abril de 1959) es un director de cine y guionista estadounidense reconocido por dirigir las películas de culto Night of the Creeps yThe Monster Squad (escrita junto al actor y director Shane Black). Contribuyó con la historia de las películas House (1986) y Ricochet (1991). También dirigió y escribió la tercera parte de la saga de RoboCop, RoboCop 3 (coescrita junto a Frank Miller).

## Filmografía

### Cine y televisión
- House (1986) (historia)
- Night of the Creeps (1986) (también director)
- The Monster Squad (con Shane Black) (1987) (también director)
- Tales from the Crypt (1989–1992) (serie de televisión)
- Ricochet (con Menno Meyjes y Steve E. De Souza) (1991)
- If Looks Could Kill (1991) (historia)
- RoboCop 3 (con Frank Miller) (1993) (también director)
- Star Trek: Enterprise (2001–2002) (serie de televisión)
- Edge (2015) (con Shane Black)
- El Depredador (2018) (dirigida por Shane Black; escrita por Black y Fred Dekker)